# Minicraft
Minicraft es un videojuego de acción 2D visto desde arriba diseñado y programado por Markus Persson, para una Ludum Dare, una competición de programación de videojuegos de 48 horas. El juego se lanzó el 19 de diciembre del 2011.

## Cómo se juega
Similar a Minecraft, el jugador se adentra en un mundo infinito y debe encontrar recursos, luchar contra enemigos, o construir una casa. La meta del juego es matar al Mago de aéreo, el jefe del juego. Esto también se apunta en la descripción oficial, en la línea con el tema que dice: "la meta del juego es matar al único otro ser consciente de estar en el mundo, asegurándote de que estarás solo para siempre". El juego esta puesto en una perspectiva de arriba hacia abajo, y de acuerdo a Alec Meer de Rock, Paper, Shotgun -- El juego tiene un toque de Zelda.

## Desarrollo
Minicraft fue desarrollado por el creador de Minecraft Markus Persson en 48 horas como parte de la competición Ludum Dare número 22, la cual requería a los desarrolladores entrar al concurso y hacer un juego en 48 horas basado en un tema que se lanzaría antes de que el tiempo comenzara. Para esta Ludum Dare, el tema era "Solo". Durante las 48 horas, Persson también se transmitió en directo programando el juego y haciendo entradas en el sitio web de Ludum Dare por los significantes hitos que había alcanzado. Minicraft compitió contra otros 891 juegos, con el juzgado basándose en nueve categorías, algunas de las cuales incluían "innovación, diversión, gráficos, audio y humor". La votación para el mejor juego fue determinada por la comunidad de la Ludum Dare y la votación terminó el 9 de enero del 2012.

### Secuela
Persson tuiteó el 26 de diciembre del 2011, que estaba trabajando en Minicraft 2, pero planeaba cambiar el título por completo. Cuando le preguntaron en que tipo de dirección iría el juego, Persson respondió "un roguelike de acción con fabricaciones y terreno modificable." El 1 de enero del 2012, Persson anunció por Twitter que el nuevo título para la secuela de Minicraft sería MiniTale. También obtuvo las URLs ".com" y ".net" con el título para alojar el juego.

### Minicraft+
Notch lanzó el código fuente bajo las reglas de la Ludum Dare, pero no bajo una licencia. En su lugar, él le dijo a los jugadores que modificaran el juego llamándolo de otra forma. Por las siguientes semanas muchos mods salieron por el juego, pero viendo que Notch se había movido a otros proyectos, Minicraft + nació. Minicraft + es una versión modificada de Minicraft que añade más características  a la versión original.

## Recepción
El juego era comúnmente comparado con los primeros juegos de The legend of Zelda, con críticos cómo el escritor de Rock, Paper, Shotgun, Alec meer añadiendo, "Es un buen (y compulsivo) tiempo, e impresionantemente completo para estar hecho en 48 horas".
El crítico de Boing Boing Rob Beschizza criticó el juego diciendo "Un logro espectacular en sólo unas horas de código, Minicraft lanza el mismo hechizo como el de verdad, aún así, sufre de superficialidad y tardanza. No hay mucho que hacer excepto arar por el proceso de vaciar cada nivel en busca de mejores minerales."
El escritor de VentureBeat Dan Crawley comentó sobre el sistema de recolección, diciendo, "Un juego simple pero adictivo acercándose a recolectar recursos ayuda a dar al juego un encanto caprichoso no a millones de metros de su hermano mayor"
Matt Bradford de GamesRadar señaló que, "El proyecto es sobre algo tan básico como uno puede esperar de una competición de maratón de código, pero el mero hecho de que en realidad es sólido, un juego jugable es el testamento de la habilidad de Persson", y también señaló que: "No hay duda, esto podría ser fácilmente una aplicación en venta para iOS o una PS Mini"